# スリーアイ・グループ
スリーアイ・グループ（英: 3i Group plc）は、イギリス・ロンドンに本拠を置き、プライベート・エクイティ・ファンドを中心に運用を行う投資管理会社。ロンドン証券取引所上場企業（LSE: Ⅲ）。

## 沿革
1945年、第二次世界大戦終了後の企業活動を刺激するため、イングランド銀行とイギリスの主要銀行により、中小企業への長期投資促進を目的に設立されたIndustrial and Commercial Finance Corporation（ICFC）を起源に持つ。1960年代以降、非上場会社に対するグロースキャピタル企業として、イギリスの最大手に成長した。1973年、ICFCと同年に大企業への投資促進を目的に設立されたFinance Corporation for Industry（FCI）を合併し、Finance for Industry (FFI)と改称、1983年にInvestors in Industryと改称し頭文字から「3i」と呼ばれるようになった。1987年に株式会社「3i Group」となり、1994年7月にロンドン証券取引所に上場した。2013年、バークレイズのインフラファンド部門を買収した。
1983年にパリオフィスを開設以降、国際展開も進み、ニューヨークやフランクフルト・ムンバイなどに拠点を有する。欧米やアジアの各地で、マネジメント・バイアウト実施や債権管理等を通じ、経営改善や事業支援を目的とした投資活動を行っている。

## スリーアイと日本
日本では1999年4月、日本興業銀行との共同出資で「スリーアイ興銀バイアウツ」が設立されたことがあり、同社経由で2001年に日産自動車から当時グループ会社のバンテックの株式を買収、資金提供を行い同社の経営再建に関与していた。